# Microbiota placentaria

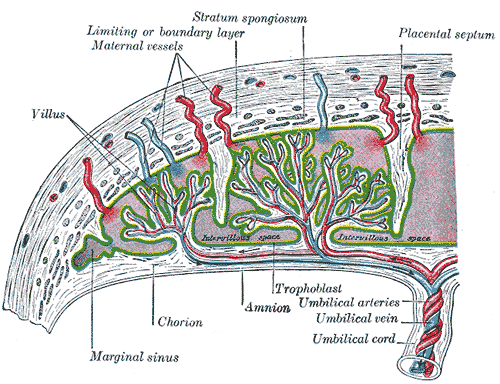
Placenta y sus capas de tejido

La microbiota placentaria son las bacterias comensales no patógenas que se afirma que están presentes en una placenta humana sana y son distintas de las bacterias que causan infección y parto prematuro en corioamnionitis. Hasta hace poco, se consideraba que la placenta sana era un órgano estéril, pero ahora se han identificado géneros y especies que residen en la capa basal.
Cabe destacar que la evidencia de que exista una microbiota placentaria es controvertida. La mayoría de los estudios que respaldan la existencia de una microbiota placentaria carecen de los controles experimentales apropiados, y se ha encontrado que la contaminación es probablemente responsable de los informes de una microbiota placentaria.
La microbiota placentaria se parece más a la microbiota oral que a la microbiota vaginal o rectal.

## Especies y géneros bacterianos
Se han identificado especies bacterianas cultivables y no cultivables en la placenta obtenida después del embarazo a término normal. 
| Nombre binomial          | Comensal | Transitorio | Potencial patógeno | Referencias       |
| ------------------------ | -------- | ----------- | ------------------ | ----------------- |
| Prevotella tannerae      | X        |             | X                  | [ 6 ] [ 7 ] [ 8 ] |
| Bacillota spp.           |          | X           | X                  | [ 9 ] [ 10 ]      |
| Mollicutes ssp           | X        |             | X                  |                   |
| Fusobacterium nucleatum  | X        |             | X                  | [ 11 ] [ 12 ]     |
| Prevotella tanerae       | X        |             |                    |                   |
| Bacteroides spp          | X        |             | X                  |                   |
| Fusobacterium spp.       | X        |             | X                  |                   |
| Streptomyces avermitilis | X        |             |                    |                   |
| Neisseria polysaccharea  | X        |             |                    |                   |
| Neisseria lactamica      | X        |             |                    |                   |
| Pseudomonadota ssp       | X        |             |                    |                   |
| Bacteroidota ssp         | X        |             |                    |                   |
| Escherichia coli         | X        |             | X                  |                   |
| Escherichia ssp          | X        |             | X                  |                   |
| Actinomycetota ssp       | X        |             | X                  |                   |
| Cyanobacteriota ssp      | X        |             |                    |                   |
| Chloroflexota ssp        | X        |             |                    |                   |
| Aquificota ssp           | X        |             |                    |                   |
| Verrucomicrobiota ssp    | X        |             |                    |                   |
| Vibrio ssp               | X        |             |                    |                   |
| Burkholderia ssp         | X        |             |                    |                   |
| Beijerinckia ssp         | X        |             |                    |                   |

En una microbiota placentaria sana, la diversidad de especies y géneros es extensa. Un cambio en la composición de la microbiota en la placenta se asocia con un aumento excesivo de peso gestacional y un parto prematuro. La microbiota placentaria varía entre los recién nacidos de bajo peso al nacer y los bebés con pesos normales al nacer. Si bien las bacterias a menudo se encuentran en el líquido amniótico de los embarazos fallidos, también se encuentran en partículas que se encuentran en aproximadamente el 1% de los embarazos saludables.
En animales no humanos, parte de la microbiota se pasa a la descendencia incluso antes de que nazca la descendencia. Los bacteriólogos suponen que lo mismo probablemente sea cierto para los humanos.

## Investigación
El hecho de que los animales libres de gérmenes puedan generarse de forma rutinaria por cesárea estéril proporciona una fuerte evidencia experimental de la hipótesis del útero estéril. 
La investigación futura puede encontrar que la microbiota del tracto reproductivo femenino puede estar relacionada con el embarazo, la concepción y el nacimiento . Los estudios en animales se han utilizado para investigar la relación entre la microbiota oral y la microbiota placentaria. Los ratones inoculados con especies de bacterias orales demostraron colonización placentaria poco después.

## Historia
Las investigaciones sobre microbiotas asociados a la reproducción comenzaron alrededor de 1885 por Theodor Escherich. Escribió que el meconio del recién nacido estaba libre de bacterias. Esto se interpretó como el ambiente uterino era estéril. Otras investigaciones utilizaron pañales estériles para la recolección de meconio. No se pudieron cultivar bacterias a partir de las muestras. Se detectaron bacterias y fueron directamente proporcionales al tiempo entre el nacimiento y el paso del meconio. Un estudio de 1927 demostró la presencia de bacterias en el líquido amniótico de aquellos que estuvieron en trabajo de parto durante más de seis horas.